# Юрьевский сельсовет (Липецкая область)
Юрьевский сельсовет — сельское поселение в Задонском районе Липецкой области Российской Федерации.
Административный центр — село Яблоново.

## История
Статус и границы сельского поселения установлены Законом Липецкой области от 23 сентября 2004 года № 126-ОЗ «Об установлении границ муниципальных образований Липецкой области»

## Население
| 2010  | 2012  | 2013  | 2014  | 2015  | 2016  | 2017  |
| ----- | ----- | ----- | ----- | ----- | ----- | ----- |
| 1015  | ↘1014 | ↘1002 | ↗1013 | ↗1019 | →1019 | ↗1030 |
| 2018  | 2021  |       |       |       |       |       |
| ↘1019 | ↘873  |       |       |       |       |       |

## Состав сельского поселения
| № | Населённый пункт | Тип населённого пункта       | Население |
| - | ---------------- | ---------------------------- | --------- |
| 1 | Алисово          | село                         | ↘173      |
| 2 | Знаменка         | деревня                      | 12        |
| 3 | Нережа           | село                         | ↘121      |
| 4 | Юрьево           | село                         | ↘343      |
| 5 | Яблоново         | село, административный центр | 366       |